# Нижній Рогачик
Ни́жній Рога́чик — село в Україні, у Верхньорогачицькій селищній громаді Каховського району Херсонської області.
Населення становить 302 осіб. Розташоване на мису між Нижньорогачицьким лиманом та Каховським водосховищем.

## Історія
Станом на 1886 рік в селі, центрі Нижньо-Рогачицької волості Мелітопольського повіту Таврійської губернії, мешкало 955 осіб, налічувалось 173 двори, існували православні церкви, земська станція, 3 лавки, шкіряний завод. За 3 версти — рибний завод. За 6 верст — школа. За 12 верст — цегельний і черепичний завод. За 15 верст — школа, лавка. За 18 верст — школа.
24 лютого 2022 року село тимчасово окуповане російськими військами під час російсько-української війни.

## Населення
Згідно з переписом УРСР 1989 року чисельність наявного населення села становила 327 осіб, з яких 138 чоловіків та 189 жінок.
За переписом населення України 2001 року в селі мешкало 305 осіб.

### Мова
Розподіл населення за рідною мовою за даними перепису 2001 року:
| Мова       | Кількість | Відсоток |
| ---------- | --------- | -------- |
| українська | 291       | 96.36%   |
| російська  | 9         | 2.98%    |
| білоруська | 2         | 0.66%    |
| Усього     | 302       | 100%     |

## Персоналії
- Баглій Антоніна Дмитрівна (нар. 1949) — українська артистка.
- Щерба Таїсія Миколаївна (нар. 1943) — українська поетеса, прозаїк, журналіст.
- Навроцький Григорій Емануїлович (1902—1971), контрадмірал